# Fontaine du Pot-de-Fer
La fontaine du Pot-de-Fer, appelée improprement la « fontaine Mouffetard », est située dans le 5e arrondissement de Paris, au 60, rue Mouffetard, à l'angle de la rue du Pot-de-Fer.

## Historique
La fontaine a été créée en 1624 et restaurée en 1671, sans doute par Michel Noblet (1605-1677), lié à Michel Villedo, alimentant en eau le petit bourg de Saint-Médard et ensuite le quartier Saint-Marceau, une fois annexé en 1724 à la ville de Paris. La fontaine reflète bien son état d'origine car elle a échappé aux changements urbains du baron Haussmann.
Son histoire est liée à l’aqueduc Médicis. 
En 1887, Jules-Adolphe Chauvet la dessine et en 1901, Eugène Atget la photographie : elle est appelée « fontaine du Pot-de-fer Saint-Marcel ».
Elle a été inscrite sur la liste des monuments historiques en 1925, et en 1975, fait partie d'un site inscrit.
La fontaine était alimentée à l'origine par les eaux de l'aqueduc des eaux de Rungis.
Elle est la propriété de la ville de Paris.

## Description
D'une construction simple, la fontaine du Pot-de-Fer est une fontaine à double façade avec un angle arrondi, le tout dominé par une terrasse. Apparemment, elle a toujours été ainsi, jamais isolée en un seul bloc. La fontaine n'était pourvue que d'un robinet donnant rue Mouffetard, duquel un petit filet d'eau s’écoulait jusqu'à ce qu'il disparaisse en 2018 sans être remis en place par la Mairie.
Chacune des deux façades est ornée de refends sans profondeur. La corniche de la fontaine est décorée de coquilles, d'ondes et de volutes. Sur la partie angulaire de la corniche est sculpté, en saillie, un cadre destiné peut-être à contenir une inscription (une dédicace ?), dont il ne reste rien.

## Galerie

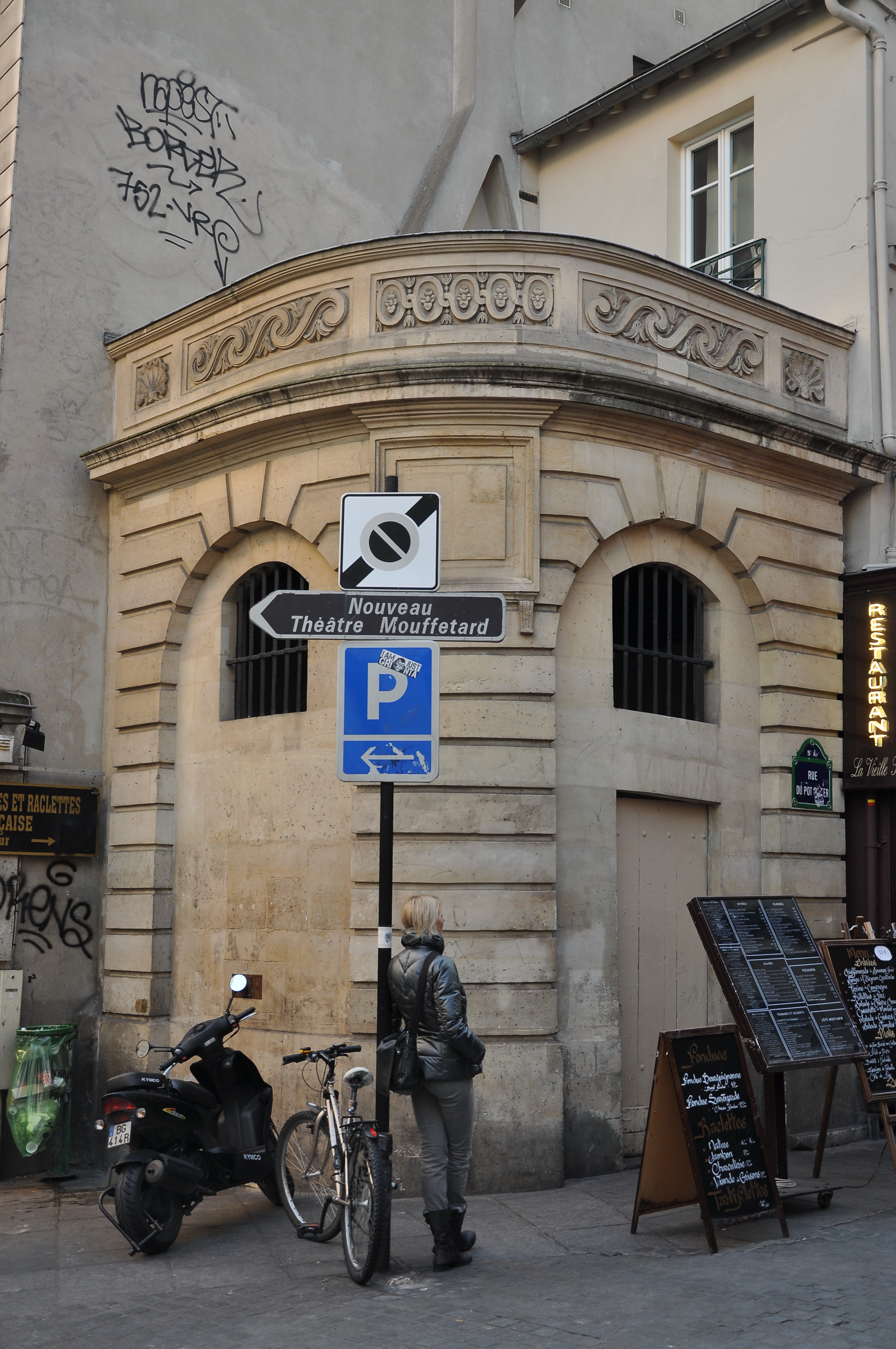
Vue de face.